# The Love Potion
The Love Potion (A Poção do Amor) é uma pintura em óleo sobre tela da artista britânica Evelyn De Morgan de 1903, que retrata uma feiticeira a preparar uma poção do amor, tendo aos seus pés um gato preto familiar.

## Histórico
Antes de concretizar a obra, De Morgan realizou um estudo de cabeça feminina (face direita), um pastel sobre cartão marrom, servindo-se como modelo de Jane Morris, mulher do também pintor e escritor William Morris, que também foi a modelo do quadro.

## Descrição
Esta é uma das muitas obras pintadas por De Morgan usando a temática medieva e com motivos estilísticos comuns aos pré-rafaelitas; a mulher retratada é muitas vezes relacionada às bruxas más dos contos de fadas.
A Srª Stirling (irmã da artista) descreveu a pintura em seu  "Catalogue of the De Morgan Collection of Pictures and Pottery" da seguinte forma: 
"uma bruxa em amarelo brilhante, com uma face insensível, cruel, misturando uma poção para perturbar os amantes que são vistos no terraço à distância. Ao longo da prateleira ao seu lado estão livros sobre magia negra, um dos quais traz a inscrição 'Paracelsus' "Original (em inglês): "A witch in bright yellow, with a callous, cruel face, mixing a potion to upset the lovers who are seen on the terrace in the distance. Along the shelf by her side are books upon Black Magic, one of which is inscribed "Paracelsus"" (em inglês)

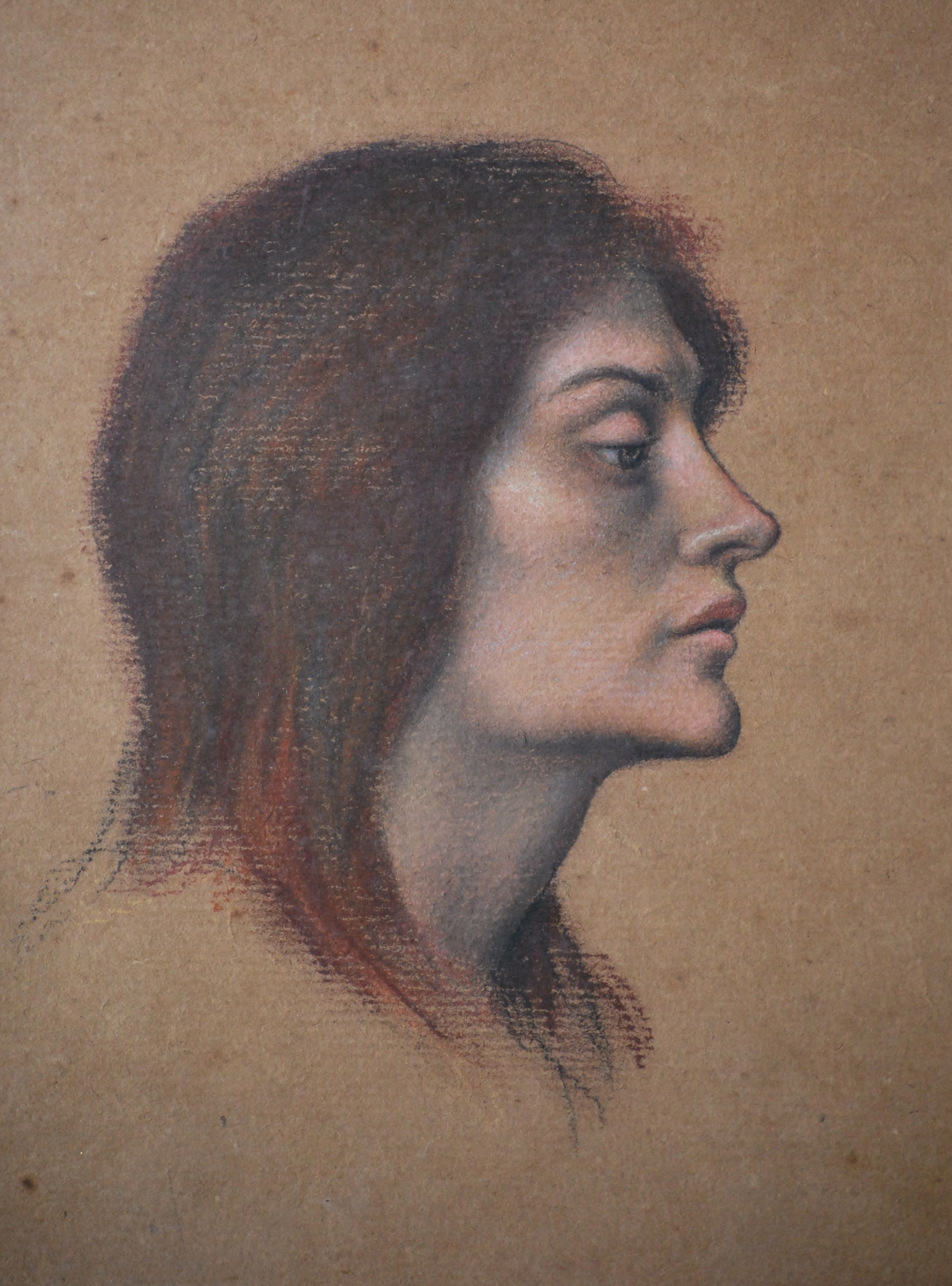
Estudo de cabeça de mulher para The Love Potion, 1903.

Apesar desta análise a obra deve ser classificada entre a série de pinturas alegóricas que retratam o progresso da alma para a iluminação: mesmo trazendo aos seus pés um gato preto (símbolo da bruxaria), a mulher representada ali é mostrada como uma erudita, uma estudiosa. Reforçando essa ideia tem-se que está cercada por mobiliário e equipamentos luxuosos e os livros ali colocados atestam que se tratam de autores científicos e filosóficos renomados que eram bem conhecidos dentre os adeptos do movimento espiritualista para seus esclarecimentos e buscas espirituais.
Além de Paracelso, médico e alquimista da Renascença, há também obras de Jâmblico e de Agrippa Von  Nettesheim, médico e filósofo do século XVI autor de tratado de alquimia e magia - mas que com isto pretendia purgar a magia dos rituais e superstições da bruxas da Idade Média, seguindo um dos princípios posteriormente caros à teosofia de que a religião é um meio de ajudar as pessoas a alcançar uma perfeição espiritual.
O simbolismo alquímico de Paracelso é seguido nesta obra, por De Morgan: o colorido usado traz as quatro cores que marcam a iluminação do espírito: o preto (no gato, que traz em si a ironia da ligação com a bruxaria), que retrata o estado primordial de culpa, pecado e morte; o branco, marcando os primeiros passos de purificação; vermelho (nos leões da tapeçaria) e finalmente amarelo - que representa o ouro da salvação (nas vestes douradas da feiticeira).
Esses passos representam a purificação e sofrimento da alma rumo ao seu fim, na união dos opostos, representada pelo casal visto pela janela; tudo isto faz reparar o estilo dos pré-rafaelitas mas deixa entrever toda a simbologia espiritual de De Morgan.